# استنلی آدامز
استنلی آدامز (انگلیسی: Stanley Adams; ۷ آوریل ۱۹۱۵ – ۲۷ آوریل ۱۹۷۷) هنرپیشه، فیلم‌نامه‌نویس، و بازیگر تلویزیون اهل ایالات متحده آمریکا بود.
از فیلم‌ها یا برنامه‌های تلویزیونی که وی در آن نقش داشته‌است می‌توان به صبحانه در تیفانی، شمال از شمال غربی، خانواده آدامز، زنبق‌های مزرعه، آنچه همیشه می‌خواستید دربارهٔ سکس بدانید*، کسی آن بالا مرا دوست دارد، کشتی احمق‌ها، نوادا اسمیت، بتمن، وحشی‌های جوان، سگ‌دو، و مرثیه برای یک سنگین‌وزن اشاره کرد.